# Division I (Schach) 1976/77
Die Saison 1976/77 war die 8. Spielzeit der Allsvenskan im Schach.

## Termine
Die Wettkämpfe der Vorrunde fanden statt am 17. Oktober, 14. November, 5. Dezember 1976, 16. Januar, 6. und 27. Februar sowie 20. März 1977.

## Division I Norra
In der Nord-Staffel war das Feld dicht zusammen, und am Ende betrug der Abstand zwischen dem zweiten und dem siebten Platz nur zwei Punkte. Die beiden Qualifikationsplätze für das Finalturnier gingen an den SK Rockaden Stockholm und den Wasa SK, absteigen mussten der Staffelsieger des Vorjahres Vällingby Schacksällskap sowie der Aufsteiger aus der Division II SK SASS, während der Mitaufsteiger Hägersten SK den Klassenerhalt schaffte.

### Abschlusstabelle
| Pl. | Verein                       | Sp | G | U | V | MP   | Brett-P.  |
| --- | ---------------------------- | -- | - | - | - | ---- | --------- |
| 01. | SK Rockaden Stockholm        | 7  | 4 | 2 | 1 | 10:4 | 30,5:25,5 |
| 02. | Wasa SK                      | 7  | 3 | 2 | 2 | 8:6  | 29,0:27,0 |
| 03. | Akademiska SK Uppsala        | 7  | 3 | 2 | 2 | 8:6  | 29,0:27,0 |
| 04. | Hägersten SK (N)             | 7  | 3 | 1 | 3 | 7:7  | 28,5:27,5 |
| 05. | Upsala ASS                   | 7  | 3 | 1 | 3 | 7:7  | 28,5:27,5 |
| 06. | Solna Schacksällskap         | 7  | 2 | 2 | 3 | 6:8  | 27,5:28,5 |
| 07. | Vällingby Schacksällskap (V) | 7  | 3 | 0 | 4 | 6:8  | 26,5:29,5 |
| 08. | SK SASS (N)                  | 7  | 1 | 2 | 4 | 4:10 | 24,5:31,5 |

### Entscheidungen
|     | Teilnehmer am Finalturnier: SK Rockaden Stockholm, Wasa SK      |
|     | Absteiger in die Division II: Vällingby Schacksällskap, SK SASS |
| (V) | Staffelsieger der letzten Saison                                |
| (N) | Aufsteiger der letzten Saison                                   |

## Division I Södra
In der Süd-Staffel sicherten sich der Vorjahresmeister Lunds ASK und die Lundby Schacksällskap mit klarem Vorsprung die beiden Plätze im Finalturnier. Aus der Division II waren die zweite Mannschaft des Lunds ASK und der Göteborger SK Kamraterna aufgestiegen, die beide den Klassenerhalt erreichten, absteigen mussten hingegen die Jönköpings Schacksällskap und der SK Kamraterna Trollhättan.

### Abschlusstabelle
| Pl. | Verein                        | Sp | G | U | V | MP   | Brett-P.  |
| --- | ----------------------------- | -- | - | - | - | ---- | --------- |
| 01. | Lunds ASK I. Mannschaft (M,V) | 7  | 6 | 0 | 1 | 12:2 | 37,5:18,5 |
| 02. | Lundby Schacksällskap         | 7  | 5 | 1 | 1 | 11:3 | 33,0:23,0 |
| 03. | Lunds ASK II. Mannschaft (N)  | 7  | 4 | 0 | 3 | 8:6  | 30,0:26,0 |
| 04. | SS Allians Skänninge          | 7  | 4 | 0 | 3 | 8:6  | 28,0:28,0 |
| 05. | SK Kamraterna (N)             | 7  | 3 | 0 | 4 | 6:8  | 28,5:27,5 |
| 06. | Limhamns SK                   | 7  | 2 | 1 | 4 | 5:9  | 24,0:32,0 |
| 07. | Jönköpings Schacksällskap     | 7  | 2 | 0 | 5 | 4:10 | 24,5:31,5 |
| 08. | SK Kamraterna Trollhättan     | 7  | 1 | 0 | 6 | 2:12 | 18,5:37,5 |

### Entscheidungen
|     | Teilnehmer am Finalturnier: Lunds ASK I. Mannschaft, Lundby Schacksällskap         |
|     | Absteiger in die Division II: Jönköpings Schacksällskap, SK Kamraterna Trollhättan |
| (M) | Meister der letzten Saison                                                         |
| (V) | Staffelsieger der letzten Saison                                                   |
| (N) | Aufsteiger der letzten Saison                                                      |

## Finalturnier
Das Finalturnier fand vom 25. bis 27. März in Borås statt. Der Titelverteidiger Lunds ASK startete zwar mit einer Niederlage gegen die Lundby Schacksällskap, zwei Siege gegen den SK Rockaden Stockholm und den Wasa SK reichten aber zur erfolgreichen Titelverteidigung, da Lundby in der letzten Runde dem Wasa SK unterlag und Lund das bessere Brettpunktekonto aufwies.

### Abschlusstabelle
| Pl. | Verein                | Sp | G | U | V | MP  | Brett-P.  |
| --- | --------------------- | -- | - | - | - | --- | --------- |
| 01. | Lunds ASK (M)         | 3  | 2 | 0 | 1 | 4:2 | 15,0:9,0  |
| 02. | Lundby Schacksällskap | 3  | 2 | 0 | 1 | 4:2 | 11,5:12,5 |
| 03. | Wasa SK               | 3  | 1 | 1 | 1 | 3:3 | 12,0:12,0 |
| 04. | SK Rockaden Stockholm | 3  | 0 | 1 | 2 | 1:5 | 9,5:14,5  |

### Entscheidungen
|     | Schwedischer Mannschaftsmeister: Lunds ASK |
| (M) | Meister der letzten Saison                 |

### Kreuztabelle
| Ergebnisse | Ergebnisse            | 01. | 02. | 03. | 04. |
| ---------- | --------------------- | --- | --- | --- | --- |
| 01.        | Lunds ASK             |     | 3½  | 5½  | 6   |
| 02.        | Lundby Schacksällskap | 4½  |     | 2½  | 4½  |
| 03.        | Wasa SK               | 2½  | 5½  |     | 4   |
| 04.        | SK Rockaden Stockholm | 2   | 3½  | 4   |     |

## Die Meistermannschaft
| 1.            | Lunds ASK |
| Schachfiguren | Magnus Wahlbom, Kjell Krantz, Per-Inge Helmertz, Anders Wirgren, Lars Grahn, Ulf Korman, Torsten Lundgren, Leif Fredriksson. |